# 南なつき
南 なつき（みなみ なつき、2000年12月20日 - ）は、日本のAV女優。

## 略歴・人物
2017年、Cieloに所属しデビューしたロリ系のAV女優。
趣味は星を見る事。
2019年12月18日、公式インスタグラムで所属事務所をARROWSに移し「NATSUKI（なつき）」に改名したことを報告
2021年8月27日、自身のInstagramにてプライムエージェンシー所属し、「浜辺なつき」に改名した事を発表。

## 出演作品

### アダルトDVD
2017年
- 今、家出中だからパパ活してるよ。（5月26日、MERCURY）※「あい」名義
- 川崎市無料宿泊所 JK限定 ［食費/宿代/光熱費タダ］（9月22日、FIRST STAR）※「みゆき」名義
- 渋谷〜赤羽 【まとめ】 個人撮影 都心繁華街22時☆未満 コミュdeナンパぷらちな 淫行散歩探検隊w 5（9月22日、MERCURY）
- #募金活動 02 りんチャン 千葉県浦安市住み 女子校生/茶髪/パイパン/3P中出し（10月1日、キチックス）※「りん」名義
- ［絶滅危惧種］日本DQN家族宅探訪 父娘近親相姦魑魅魍魎…（10月13日、FIRST STAR）※「みく」名義

2018年
- 新人*18歳 南の島からやって来た 超敏感日焼け美少女AVデビュー（7月25日、本中）
- 変態ロリコン倶楽部（9月7日、h.m.p）
- 嬲り撮り3Pセックス 「エッチしますから、オナニーしてたこと、お母さんに言わないでください…」（9月13日、オーロラプロジェクト・アネックス）
- 世界で一番変態な素人娘（9月19日、Rookie）※「めぐ」名義
- 田舎のやんちゃウブ娘といけない遊び（9月20日、SWITCH）
- 羞恥 男女が体の違いを全裸になって学習する質の高い授業を実践する共学高校の保健体育 3（9月20日、サディスティックヴィレッジ）
- マジックミラー号ハードボイルド サディヴィレお手伝いスペシャル! フラれた彼女とヨリを戻したい! 募集した元カレに元カノの出没ポイントを案内させナンパ ミラー号に連れ込んでSEXに持ち込み元カノに目隠しをして、隠れていた元カレがチ○ポ挿入! ★★自慢のテクニックでイカせて★★ヨリを戻すことができるのか!?（9月20日、サディスティックヴィレッジ）
- 「苦痛で歪む表情が見たい」 大きいチ○ポが苦手という彼女にデカチン寝取らせ依頼。好きものビショ濡れビッチ編 （9月25日、ダスッ!）※「なつ」名義
- 地元の超怖い先輩に彼女を差し出し撮影までさせられたボク…。 生まれて初めての彼女ができた!しかも超かわいい!しかしそのことが地元の怖い先輩にバレた!逆らうことの出来ないボクは先輩に言われるがまま、彼女を眠らせて先輩がヤリまくっているところを撮影させられました。（10月7日、お夜食カンパニー）
- 修学旅行で東京に来た田舎女子○生に“読モ”にしてあげる、と声をかけダマしナマ中出し!一緒に来ている他のクラスのお友達を電話で呼び出させてその娘も連鎖レ○プ 4（10月11日、サディスティックヴィレッジ）
- 新人限定 ベロチュウ 舐めまくり制服リフレ Vol.001（10月12日、宇宙企画）
- 生中出し神尻制服美少女 Vol.001（10月12日、BAZOOKA）
- 兄妹以上パコトモ未満（10月12日、バルタン）
- 複数プレイはラブホテルで☆（10月12日、MERCURY）※「K子」名義
- 手コキの女王 〜手の中に出されたい私が居て、手の中に出したい貴方が居る〜（10月19日、SEX Agent）
- 超厳しい寮生活をしている女子○生は欲求不満で即ハメチ○ポを求めまくり! 男子禁制の女子寮に踏み込んだら最後、女子○生たちのエロ過ぎる欲求を解消するまで帰してくれません!?母が働く女子寮に届け物をしに来たボクは、興味本位で寮内に侵入!すると寮生に見つかり、そのまま部屋に閉じ込められてしまいました!?思春期真っただ中の彼女たちだけど、集団禁欲生活中なので…どんな男でも超ドストライク状態!?だから男を見たらどんな状況でもチ○ポを欲しがり、何度も何度も自分の欲求が満たされるまでエッチをおねだりしてきた!!（10月19日、Hunter）
- お義兄ちゃんが大好きすぎてヤリまくってます。（10月26日、宇宙企画）
- 姪っ子と蔵の中（10月26日、I.B.WORKS）
- 突然のゲリラ豪雨で雨宿りにやってきたずぶ濡れの同級生の透け透けの大人っぽい下着に興奮して、我慢できなくなったボクは何度もイキ続けるほどハードピストンでイカセ続け、最後は中出しまでしてしまいました。（11月7日、アパッチ）
- まんぐりパンティ ぶっかけ本屋痴漢 3（11月19日、アパッチ）
- 練馬共同区営団地 日焼け美少女わいせつ映像（11月23日、I.B.WORKS）
- 中途採用で入社してきたソソる若い女子社員に「我が社恒例の新人歓迎会の行事だよ」と社内王様ゲーム ノリで断り切れない新人女子社員にインチキ王様ゲームで羞恥プレイ! 2（12月6日、SOSORU×GARCON）
- 「おじちゃん、どうしてわたしのお胸ばっかりさわるの??」 最近胸がふくらみ始めた姪っ子は超かわいくて素直なよいこ。おっぱいをたくさん触っても、怒らないどころか恥ずかしそうに頬を赤らめるのです。ガチガチに勃起したち●ぽを握らせ、小さなお口にもズボズボ出し入れ。射精欲を我慢できないので処女膣にぬぷっと生挿し、小さな子宮にドピュドピュ中出し（12月14日、SCOOP）
- 素人限定! 目指せ!賞金100万円! ほどける水着クイズ タイムショック（12月19日、ATOM）
- 初公開流出映像 スク水の童顔激かわ女の子（12月27日、MERCURY）
- 制服待ち合わせデリヘル 素股中にヌルっと挿入 そのまま生中出し Vol.003（12月28日、BAZOOKA）

2019年
- だんだん速くなるフェラチオ 〜欲しい気持ちが抑えられずにエスカレートする強力吸引〜（1月18日、SEX Agent）
- 見つめ合うねっとりフェラチオ 〜じっくりゆっくり丁寧に搾り獲る、可処分精液は全て頂きます〜（1月18日、SEX Agent）
- オ○ンコクチュクチュ純情少女（2月1日、S-Cute）
- 100万×中出し 女が欲しいのは愛かお金か中出しか!!? AV女優37人の新感覚中出しサバイバル!!（2月1日、本中）　※AV OPEN 2018 企画部門2位
- 箱根温泉で見つけた修学旅行中の学生さん 2人組でスク水ブルマセーラー服に着替えて男湯入ってみませんか? タオル一枚 男湯入ってみませんか?スピンオフスペシャル!!（2月7日、SODクリエイト）※「あいか」名義
- 初生ハメで発育途中のキツマン完堕ち! ロリ好きのおじちゃんたちに突かれて悶絶イキまくりS♥X（2月12日、MERCURY）
- 女子○生限定 マジックミラー号 「下着メーカーのモニター調査」と称して生おっぱいをモミモミしながらインタビュー 清純そうな見た目からは想像もつかない超ドえろ発言連発! 敏感な美乳をもみほぐされて感度抜群女子○生が大人ち○ぽでイキまくり! 10人中10本番! 2（2月21日、SODクリエイト）※「まこ」名義
- あどけない美少女をホテルに連れ込みイチャイチャハメ撮りSEX! エッチに興味津々過ぎて、スケベな姿を撮られてるのにエロエロモード全開で感じまくり（3月1日、S-Cute）
- 連れ込み部屋 5（3月15日、MAD）
- 「私の膣に精子を下さい」卒業式1時間後の女子○生に自ら膣内射精を求める排卵日中出し6発（3月21日、SODクリエイト）※「えな」名義
- ぼっちナンパ! 再開発の進む街池袋東口は人でいっぱいなのになんで1人で居るんだろう…っていう素人娘をナンパしてSEXしちゃいました!（5月27日、MERCURY）
- 幼なじみの双子姉妹が僕に猛アタックしてきてハーレムになった時の話（6月7日、h.m.p）
- 「お兄ちゃん、もしかして私のこと避けてるでしょう?」 「バカその逆だよ!どストライクなんだよ(※心の声)」 2 無邪気にボクに接してくる妹はボクの事が超大好き!!嬉しいは嬉しいけど実は超どストライクで困ってます!!とにかくそれがバレないようにがんばっていたけど、そんなボクの気持ちを理解してくれず妹はボクがお風呂に入っている時に背中流してあげると言って入ってきたんです!!当然、妹の膨らみかけた胸は丸見えだし肌と肌がこすれ合うし…そんなのされた日にはボクは勃起してしまいます!!!勃起していたら当然、バレてしまいヤバイと思ったけど隠しきれず!気持ち悪がられると思ったらそれどころか嫌われていなくむしろ自分に勃起してくれたことに興奮した妹は「お兄ちゃんが喜んでくれるなら何だってしてあげられるね…」とまさかの神展開!!しかもしかも「小さいけど私…乳首すごく感じるんだよ」と言うので乳首を弄り回したら感じまくって顔に似合わず体を反るほど連続爆イキ!!（6月7日、Hunter）
- 羞恥 新入生発育健康診断 令和元年〜初夏〜（6月20日、サディスティックヴィレッジ）
- 夫婦共働きで散らかり放題の我が家で家事代行サービスを頼んだら、予想に反して可愛い家政婦さんがやって来た!! しかもノーブラ・スカート姿で乳首や喰い込みパンツがチラチラ見えるものだからソソられて勃起!それに気づいた家政婦さんが「奥さんにバレなければ良いでしょ」と誘惑してくるものだから、もう頑張って何回もしちゃいました!!（7月11日、SOSORU×GARCON）
- 結婚直前の蜜月、毎晩旦那さんに愛されて最高感度になっている新妻 ブライダルエステで油断したところに媚薬チ○ポを即ハメ! すぐに抵抗が弱まり、感じ始めたところでマシンバイブ挿入、潮を吹きまくって、中出しをすんなり受け入れる! 5（7月11日、サディスティックヴィレッジ）
- 客の僕をダサいってバカにしてたくせに…試着室で2人になった瞬間デカチン勃起見せつけたらエロ笑顔でニッコリ微笑んで来たギャル店員「お客様…内緒ですよ♥」（8月9日、SCOOP）
- 100万×中出し 完全版 AV女優37人のガチンコ中出しサバイバルの裏側全部見せます!!（8月25日、本中）
- 某都内で流行の【繁華街】裏の歩き方過激アングラ風俗体験レポート（9月27日、SCOOP）
- 神パンスト 制服ロリ美少女の美脚を包んだ生ナマしいパンストを完全着衣でムレた足裏からつま先を味わい尽くす! 顔騎や足コキ、時には中出し時にはお尻にコスってぶっかけとやりたい放題! 発情させられた女の変態調教絶頂プレイを楽しむフェチAV（11月21日、親父の個撮）
- 渋谷系ヤンキーGAL（12月13日、S級素人）

### アダルトVR
2018年
- 妹と禁断エロ展開（10月19日、CASANOVA）

2019年
- 崩壊する禁断の密会! 「バレたら怖いからというのもあると思う…」けどSEXで感じまくり!小柄な身体を突き上げる激しいピストンの果てに!（2月23日、ブイワンVR）
- 僕(教師)の家は教え子のたまり場 夏休みで日焼けした美少女たちは毎日のように家に来て遊んでいく。そんなある日一人の教え子が「先生あのさ…保健体育の…授業…教えて…」と言ってきた!成長途中のカラダと日焼けした素肌に欲情し抑えきれなくなった僕は我慢できず…。他の教え子にも噂が広がり毎日のようにハーレム保健体育実習で精嚢カラカラ!（3月20日、TMA）
- エッチなことに興味津々! ロリロリ娘たちのおチ○ポ体験（4月26日、CASANOVA）
- 乱入! ハプニング個室ビデオ スペシャル 2（5月17日、CASANOVA）
- ロリロリ激カワ彼女のお・ね・が・いっ!「キスしてくれたら…ご飯も作ってあげるし…いっぱいエッチもしよ…///」 自宅で濃厚ラブイチャSEX（7月20日、TEPPAN VR）

### イメージDVD
- I LOVE（2017年4月14日、グラビジョン）※「花村藍」名義
- 純系ショートカット（2019年2月1日、CRANE）※「奈月みなみ」名義
- ウワサのJ●見学クラブ裏オプション（2019年3月29日、オルスタックソフト販売）※「なつき」名義
- ウチの妹は、おっぱいペッタン娘!!（2019年4月26日、オルスタックソフト販売）※「なつき」名義
- ちゅうぼう 14（2019年7月26日、スパークビジョン）※「なつき」名義